# Diphya qianica
Diphya qianica är en spindelart som beskrevs av Zhu, Song och Zhang 2003. Diphya qianica ingår i släktet Diphya och familjen käkspindlar. Inga underarter finns listade i Catalogue of Life.